# 229900 Emmagreaves
229900 Emmagreaves este un asteroid din centura principală de asteroizi.

## Descriere
229900 Emmagreaves este un asteroid din centura principală de asteroizi. A fost descoperit pe 14 noiembrie 2009 la Mayhill de Norman Falla. Asteroidul prezintă o orbită caracterizată de o semiaxă mare de 2,58 ua, o excentricitate de 0,16 și o înclinație de 6,9° în raport cu ecliptica.